# Mardi Gras (álbum)
Mardi Gras es el séptimo y último álbum de estudio de la banda de rock Creedence Clearwater Revival, lanzado al mercado por Fantasy Records el 11 de abril de 1972.
A diferencia de los álbumes anteriores, en Mardi Gras Stu Cook y Doug Clifford comparten composición y producción con John Fogerty, de igual manera también contribuyen como vocalistas por primera vez.
Tras la publicación del álbum, la banda fue disuelto de forma oficial el 16 de octubre de 1972, mediante un comunicado hecho público por sus miembros y por su sello discográfico.
Mardi Gras supone el único álbum del grupo que no fue remasterizado ni reeditado en 2008 con motivo del 40.º aniversario de la formación de la Creedence.

## Producción
Anteriormente, el líder de la banda John Fogerty cantó todas las voces principales, creó los arreglos y compuso todo el material original de la banda. El hermano mayor Tom Fogerty había partido después de una disputa que en gran parte fue causada por su deseo de desempeñar un papel creativo más grande.
Para el Mardi Gras, los miembros restantes, Stu Cook y Doug Clifford se incluyeron en las tareas de escritura, canto y producción. Fogerty contribuyó con sólo tres canciones originales, y cantó una cuarta pista en una portada del éxito de 1961 de Ricky Nelson "Hello Mary Lou". Clifford y Cook escribieron y cantaron la voz principal en tres canciones. El álbum fue un éxito comercial que alcanzó el #12 y se convirtió en oro. El álbum contenía dos singles Top 40, los cuales fueron aportados por Fogerty: el estruendoso "Sweet Hitch-Hiker" y el canto melancólico del cisne "Someday Never Comes".
Todas las canciones fueron grabadas en enero de 1972, excepto "Door to Door" y "Sweet Hitch-Hiker" que fueron grabadas en la primavera de 1971.
Las sesiones de grabación de Mardi Gras estuvieron plagadas de conflictos. Según Cook y Clifford, fue idea de Fogerty que todos los miembros contribuyeran con canciones por igual, a pesar de sus reservas. Creían que John Fogerty estaba amargado por la partida de su hermano Tom y por sus propias peticiones de tener más voz en las decisiones musicales del grupo. Ambos también creían que Fogerty estaba buscando una excusa para romper con CCR y seguir una carrera en solitario. Cuando Clifford y Cook al principio se mostraron reticentes ante la idea de tener que suministrar dos tercios del material del álbum, Fogerty amenazó con abandonar la banda. Fogerty también se negó a contribuir con cualquier voz o instrumentación a las canciones de Cook y Clifford, excepto la guitarra. Los crecientes problemas financieros y legales agravaron la frágil situación y CCR se disolvió poco después de que terminó la gira de Mardi Gras.
Mardi Gras fue remasterizado en vinilo de 180 gramos por Analogue Productions en 2006. El álbum fue relanzado en formato remasterizado como exclusivo de Japón en enero de 2011. Una versión remasterizada del álbum había sido presentada internacionalmente en el set de cajas del 40.º aniversario de CCR, pero no como un álbum independiente.

## Recepción
Las críticas fueron mezcladas a pobres, y Jon Landau dijo en su crítica del 26 de mayo de 1976 para Rolling Stone que "En el futuro, el Mardi Gras podría ser conocido como Fogerty's Revenge".
En 1976, John Fogerty le dijo a la revista Rolling Stone:"Supuse que Creedence había hecho seis álbumes. El primero, Bayou Country, Green River, Willy and the Poor Boys, Cosmo's Factory y Pendulum... sí, seis. Ni siquiera contaría el Mardi Gras y nadie más debería hacerlo. No tenía control sobre nada después de eso. El resto es basura. Tonterías."

## Lista de canciones

### Cara A
1. "Lookin' for a Reason" (John Fogerty) – 3:30
2. "Take It Like a Friend" (Stu Cook) – 2:53
3. "Need Someone to Hold" (Cook/Doug Clifford) – 3:03
4. "Tearin' Up the Country" (Clifford) – 2:17
5. "Someday Never Comes" (Fogerty) – 4:06

### Cara B
1. "What Are You Gonna Do?" (Clifford) – 2:56
2. "Sail Away" (Cook) – 2:32
3. "Hello Mary Lou" (Gene Pitney) – 2:12
4. "Door to Door" (Cook) – 2:13
5. "Sweet Hitch-Hiker" (Fogerty) – 3:01

## Personal

### Creedence Clearwater Revival
- Doug Clifford: batería y voz
- Stu Cook: bajo, guitarra rítmica, guitarra principal, piano y voz
- John Fogerty: guitarra principal, guitarra rítmica, teclados y voz

### Producción
- Russ Gary, Kevin L. Gray, Steve Hoffman: ingenieros
- Tamaki Beck: supervisor de masterización
- Shigeo Miyamoto: masterización
- George Horn: remasterización
- Tony Lane: dirección artística y diseño de portada
- Bob Fogerty, Baron Wolman: fotografía

## Listas de éxitos

### Álbum
| Año  | Lista      | Posición |
| ---- | ---------- | -------- |
| 1972 | Pop Albums | #12      |

### Sencillos
| Año  | Sencillo              | Posición    | Posición  |
| Año  | Sencillo              | Pop Singles | UK Top 40 |
| ---- | --------------------- | ----------- | --------- |
| 1971 | "Sweet Hitch-Hiker"   | #6          | #36       |
| 1972 | "Someday Never Comes" | #25         |           |